# Pa negre (pel·lícula)
Pa negre és una pel·lícula catalana escrita i dirigida pel mallorquí Agustí Villaronga i basada en la novel·la homònima d'Emili Teixidor. La pel·lícula és una adaptació de diverses novel·les de l'escriptor: Pa negre, Retrat d'un assassí d'ocells i Sic transit Gloria Swanson, per enriquir l'argument i algunes característiques dels personatges.
A partir d'un assassinat s'analitzen les relacions d'una família i el seu poble a la dècada del 1940. La pel·lícula barreja el gènere dramàtic, el misteri per saber la veritat dels crims i un toc fantàstic relacionat amb els somnis i fantasmes que s'ofereixen com a alternativa als ulls infantils del protagonista, qui marca el punt de vista de tot el relat.
Pa negre va més enllà del conflicte i la misèria de la Guerra Civil Espanyola: s'endinsa en un mar de mentides i juga amb el tema de la protecció de la infància. El director de la pel·lícula se centra en com la guerra afecta la gent, al marge d'ideologies polítiques i amb la guerra només com a teló de fons. La pel·lícula parla sobre la postguerra rural a Catalunya no amb un discurs polític sinó amb un d'emocional. En aquells anys durs de la postguerra, l'Andreu (Francesc Colomer), un nen del bàndol dels republicans, troba un dia al bosc els cadàvers d'un home i el seu fill. Les conseqüències porten a la desintegració de la seva família, atrapada per mentides i culpes del passat.
Estrenada al Festival de Sant Sebastià de 2010, la cinta va guanyar tretze Premis Gaudí, nou Premis Goya i va ser la candidata de l'Acadèmia espanyola de cinema als Oscars de 2011, després d'haver estat preseleccionada juntament amb La piel que habito, d'Almodóvar, i La voz dormida, de Zambrano. Amb aquesta elecció, es va convertir en la primera pel·lícula en català que va optar als Oscars.

## Argument
A la Catalunya rural de la postguerra Civil espanyola, l'Andreu, un nen d'onze anys, troba al bosc els cadàvers de Dionís Seguí i del seu fill, estimbats en el que sembla un accident, tot i que la Guàrdia Civil sospita que es tracta d'un assassinat. En Dionís i en Ferriol, pare d'Andreu, eren republicans i es guanyaven la vida amb la cria i venda d'ocells, en tenir vetat l'accés a un altre treball. A més estaven sempre vigilats per l'alcalde, que acusa en Ferriol de l'assassinat. Per no ser detingut, en Ferriol decideix fugir a França, portant abans l'Andreu a la masia d'estiu dels Manubens, de la qual tenen cura la seva sogra i les seves cunyades, ja que Florència, la seva mare, no pot ocupar-se del nen a causa dels durs torns de treball que fa al taller tèxtil.
A la masia coneix la seva cosina Núria, amb qui se sent molt compenetrat, que li explica en secret que el seu pare, i oncle de l'Andreu, no és a França com fan creure a tots, sinó que es va suïcidar després de volar els ponts del poble abans de l'entrada dels nacionals. També fa amistat amb un noi tísic dels que atenen al convent, tot i el temor que infon als altres perquè vaga nu pel bosc. Una nit puja a les golfes per investigar quin "fantasma" provoca els sorolls que venen d'allà, i descobreix que és el seu pare, que s'hi oculta perquè no va poder sortir del país. Una nit es presenten l'alcalde i la guàrdia civil i el detenen, acusant-lo de l'assassinat. L'Andreu i la seva mare van llavors a demanar ajuda als Manubens i descobreixen el luxe amb què viuen. Però només aconsegueixen una nota per a l'alcalde, que aprofita la visita i la necessitat d'ella per dormir amb la Florència, a qui sempre va pretendre.
Andreu creu que l'assassí és el conegut com a Pitorligua, que es rumoreja viu al bosc, tot i que Núria li demostra que aquest va morir. I Pauleta, la vídua de Dionís, els explica que Pitorligua era un homosexual que es ficava al llit amb el germà de la Manubens, i que aquesta va pagar a diversos homes perquè li donessin una lliçó, arribant en la seva brutalitat a castrar-lo. Andreu comprèn que el seu pare va ser-ne culpable juntament amb Dionís i obliga la seva mare a confessar la veritat. Ella reconeix que el seu pare va acceptar l'encàrrec perquè per falta de diners estaven a punt de perdre la casa, però que va ser en Dionís qui es va passar de la ratlla.
Pocs dies després que l'Andreu visiti el seu pare a la presó, el mestre li diu que els Manubens desitgen adoptar-lo i pagar-li els estudis, perquè pugui ser metge com desitja. La Florència i l'Andreu creuen que tot és una conxorxa dels Manubens per eliminar els testimonis de l'afer Pitorligua. Però quan Ferriol és finalment executat, Pauleta va a donar-los el condol i aprofita per acusar-lo de la mort del seu marit. Els explica que després de l'assumpte Pitorligua, la Manubens va obligar el germà homosexual a casar-se i, quan aquest va morir jove, va contractar en Dionís per robar les actes matrimonials i heretar-ho tot. Aleshores en Dionís els va voler fer xantatge, però els Manubens el van fer matar, encarregant-li aquest treball a en Ferriol.
Decebut en veure que el seu pare, que sempre parlava d'ideals, era un assassí, Andreu trenca amb ràbia les seves gàbies matant alguns ocells, i decideix acceptar l'oferta d'adopció dels Manubens tot i que havia planejat amb la Núria fugir del poble. Amb el temps arribarà a renegar de la seva mare quan ella el visita a l'escola, encara que li declara que el seu pare va morir sense acusar els Manubens a canvi que li paguessin els estudis.

## Repartiment
- Francesc Colomer: Andreu
- Marina Comas: Núria, cosina de l'Andreu
- Nora Navas: Florència, mare de l'Andreu
- Roger Casamajor: Ferriol, pare de l'Andreu
- Lluïsa Castell: Ció
- Mercè Arànega: Sra. Manubens
- Marina Gatell: Enriqueta, tia de l'Andreu
- Elisa Crehuet: àvia de l'Andreu
- Laia Marull: Pauleta
- Eduard Fernández: mestre
- Sergi López: alcalde
- Jordi Esteva: professor Escolapis

## Producció
Aquesta pel·lícula, produïda per Isona Passola, ha estat rodada a Mataró, Cànoves i Samalús, Mura, el Pont de Vilomara i Rocafort (el Parc Natural de Sant Llorenç del Munt i l'Obac), El Puig de la Balma, El Figaró, Olot, Manlleu, L'Espunyola, Colònia Vidal (Puig-reig), Santa Fe del Montseny, Tavertet. Per fer la pel·lícula es va tornar a posar en marxa l'antiga fàbrica tèxtil de Can Llanes, a Manlleu.

## Projeccions
En 2010 va ser estrenada amb 75 còpies. L'assistència de públic a les sales de projecció durant la primera setmana va superar la xifra dels 28.000 espectadors. En només un mes en cartellera recaptà 700.000 euros, segons xifres de l'Institut Català d'Indústries Culturals (ICIC).
Arran de les nominacions als premis Goya, la pel·lícula es reestrenà el mes de gener de 2011 a 39 sales de tot l'estat espanyol. Fins al març del 2011 la xifra d'espectadors va augmentar fins als 215.601.
A França es va estrenar amb 40 còpies en versió original subtitulada, amb bones crítiques de la premsa escrita. També es va poder veure a la Xina i al Japó i se'n va negociar la projecció a Alemanya i als Estats Units.

## Premis i nominacions

### Cursa per l'Oscar
Isona Passola realitzà una intensa campanya de promoció als Estats Units durant la segona meitat del 2011 amb la intenció de millorar la seva candidatura als premis Oscar. El mes de desembre la pel·lícula va ser projectada a Nova York dins del marc del festival Spanish Cinema Now, al Lincoln Center. El gener de 2012 continuà la gira per Los Angeles amb la intenció que la cinta fos escollida entre una de les 5 de parla no anglesa que optarien al premi. Per aconseguir-ho, a mitjans de gener es va publicar el vídeo Good luck, black bread, on personalitats del món de la cultura i l'espectacle, com Josep Carreras, Isabel Coixet, Gerard Piqué, Miquel Barceló, Andrés Velencoso i Ferran Adrià, donaven suport a la cinta.
El 18 de gener de 2011 es va anunciar que Pa negre no havia passat la primera fase de selecció de les pel·lícules candidates a millor film de parla no anglesa, en la qual competia amb unes altres seixanta pel·lícules de tot el món.

### Premis
- 2011: XXV Premis Goya:[21]
  - Millor pel·lícula
  - Millor direcció per Agustí Villaronga
  - Millor actriu protagonista per Nora Navas
  - Millor actriu de repartiment per Laia Marull
  - Millor actriu revelació per Marina Comas
  - Millor actor revelació per Francesc Colomer
  - Millor guió adaptat per Agustí Villaronga
  - Millor fotografia per Antonio Riestra
  - Millor direcció artística per Ana Alvargonzález
- 2011: III Premis Gaudí:[22]
  - Millor pel·lícula en llengua catalana
  - Millor interpretació femenina principal per Nora Navas
  - Millor interpretació femenina secundària per Marina Comas
  - Millor interpretació masculina secundària per Roger Casamajor
  - Millor direcció per Agustí Villaronga
  - Millor guió per Agustí Villaronga
  - Millor fotografia per Antonio Riestra
  - Millor música per José Manuel Pagán
  - Millor direcció artística per Ana Alvargonzález
  - Millor direcció de producció per Alex Castellón
  - Millor so per Dani Fonrodona, Fernando Novillo i Ricard Casals
  - Millor vestuari per Mercè Paloma
  - Millor maquillatge i perruqueria per Satur Merino i Alma Casal
- 2010: Festival Internacional de Cinema de Sant Sebastià[23]
  - Conquilla de Plata a la millor actriu per Nora Navas

### Nominacions
- 2010: Conquilla d'Or, Festival Internacional de Cinema de Sant Sebastià[23]
- 2011: Millor interpretació masculina principal per Francesc Colomer als III Premis Gaudí[24]
- 2011: Millor muntatge per Raúl Román als III Premis
- 2011: XXV Premis Goya, 14 nominacions,[25] incloent-hi pel·lícula, director, actriu protagonista, actors de repartiment i revelació.[4]